# De Lamere (Dakota del Norte)
De Lamere es un lugar designado por el censo ubicado en el condado de Sargent en el estado estadounidense de Dakota del Norte. En el censo de 2010 tenía una población de 30 habitantes y una densidad poblacional de 44,04 personas por km².

## Geografía
De Lamere se encuentra ubicado en las coordenadas 46°16′1″N 97°20′00″O / 46.26694, -97.33333. Según la Oficina del Censo de los Estados Unidos, De Lamere tiene una superficie total de 0.68 km², de la cual 0.68 km² corresponden a tierra firme y (0%) 0 km² es agua.

## Demografía
Según el censo de 2010, había 30 personas residiendo en De Lamere. La densidad de población era de 44,04 hab./km². De los 30 habitantes, De Lamere estaba compuesto por el 93.33% blancos, el 0% eran afroamericanos, el 0% eran amerindios, el 3.33% eran asiáticos, el 0% eran isleños del Pacífico, el 0% eran de otras razas y el 3.33% pertenecían a dos o más razas. Del total de la población el 13.33% eran hispanos o latinos de cualquier raza.